# Karl Backman

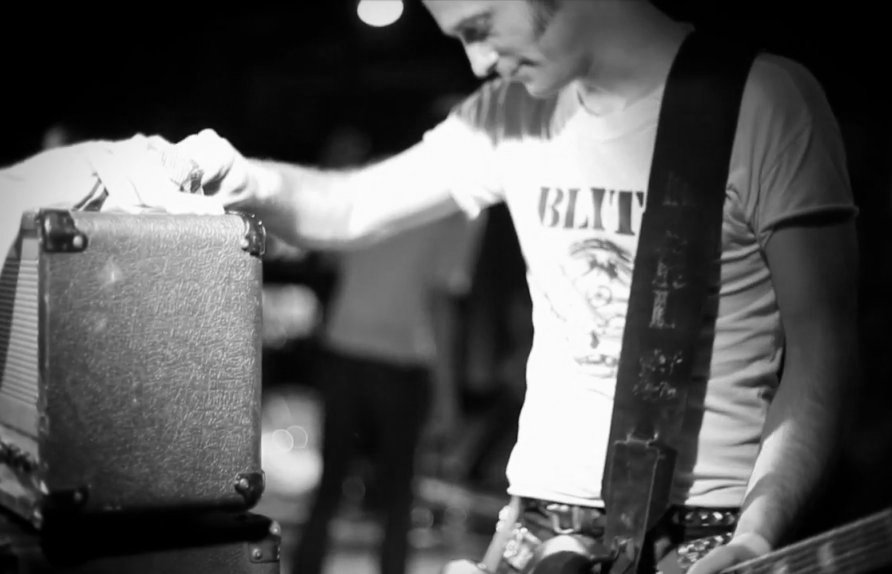
Karl Backman con AC4 en vivo en Brisbane, 2011.

Karl Backman es un músico, ilustradora y pintor, nacido el 27 de octubre de 1970 en Umeå, Suecia, es conocido por ser el guitarrista y compositor de las bandas de hardcore AC4, The Vectors, The T-55's, y Acid Blood.

## El arte
Backman pintó más retratos de la actrices pornográficos Ashley Blue, Satine Phoenix, Layla Rivera, May Ling Su y Summer Luv en 2011 para una exposición en el Museum of Porn in Art, Zúrich.
Backman visitó la central nuclear de Chernóbil y la ciudad abandonada de Prípiat con un equipo de noticias de la AFP en 2010. Las imágenes que había realizado durante su viaje a la zona de alienación para una exposición en 2013.

## Discografía

### The Vectors
- Fuck MTV (New Lifeshark 1996)[12]
- The Vectors (New Lifeshark 1998)[13]
- Rape the Pope (Rabid Alligator 2000)[14]
- Still Ill (Busted Heads 2004)[15]
- Pigs and Parasites (SIK Records 2011)[16]

### AC4
- AC4 (Ny Våg 2009),[17][18] (Deranged 2010),[19] (Shock Entertainment 2011)[20]
- Split EP w/ SSA (Aniseed 2010)
- Umeå Hardcore EP (P.Trash 2010)[21][22]
- Burn The World (Deathwish Inc. / Ny Våg 2013)[23]

### The T-55's
- Power Up (JanML Records 2014)[24]
- Split with Mary's Kids (Strange Magic Records/AM Records 2014)[25]

### Acid Blood
- Dagger Eyes (JanML Records 2017)[26]
- Acid Blood (JanML Records 2020)[27]